# Kurt Schmitt
Kurt Paul Schmitt (ur. 7 października 1886 w Heidelbergu, zm. 2 listopada 1950 w
Heidelbergu) – niemiecki ekonomista i Minister Gospodarki Rzeszy.
Ukończył studia na wydziale prawa w Monachium w roku 1911 i rozpoczął karierę w towarzystwie ubezpieczeniowym Allianz AG. W latach 1914–1917 uczestniczył w I wojnie światowej. Zakończył służbę wojskową ze stopniem kapitana. W roku 1917 został członkiem rady zarządzającej w firmie Allianz. Kierował spółką w latach 1921–1933 jako prezes zarządu. Przez te lata wypracował sobie opinię jednego z najbardziej uzdolnionych kierowników w sektorze
ubezpieczeniowym gospodarki w Republice Weimarskiej.
Kierownictwo towarzystwa Allianz, reprezentowane przez Kurta Schmitta i Eduarda Hilgarda,
współpracowało z ruchem nazistowskim jeszcze zanim osiągnął on duże poparcie społeczne. Już w październiku 1930 roku spółka nawiązała kontakty z Hermannem Göringiem, które przejawiały się przez jego uczestnictwo w obiadach wraz kierownictwem firmy oraz przez udzielanie prywatnych pożyczek. Heinrich Brüning i Franz von Papen bezskutecznie próbowali obsadzić Schmitta na stanowisku ministra.
Schmitt pełnił również funkcję Dyrektora Generalnego Stuttgarter Verein-Versicherungs AG w Stuttgarcie.
18 grudnia 1932 roku uczestniczył w spotkaniu Koła Przyjaciół Gospodarki (Freundeskreis der Wirtschaft) lub Koła Dwunastu (Zwölferkreis) w berlińskiej kawiarni „Kaiserhof”, podczas którego partia nazistowska zgodziła się udzielić mu poparcia. Od tej pory Schmitt utrzymywał bliskie relacje z przywództwem nazistów. 20 lutego 1933, wraz z Hermannen Göringiem wziął udział w spotkaniu niemieckich przemysłowców z Adolfem Hitlerem. Podczas tej konferencji
Schmitt zadeklarował udzielenie NSDAP dotacji w wysokości 10 000 marek na prowadzenie kampanii wyborczej. Na początku roku 1933 Schmitt wstąpił do partii nazistowskiej (numer legitymacji: 2 651 252). Ponadto w roku 1933 przejął stanowisko wiceprezesa berlińskiej kancelarii ds. przemysłu i wiceprezesa Izby Handlowej.
Schmitt był przekonany, że polityka narodowych socjalistów może doprowadzić do zwalczenia problemu bezrobocia pod warunkiem, że gospodarka będzie pod opieką ludzi takich jak on. Co więcej, uważał Hitlera za wielkiego męża stanu i wierzył, że z czasem poglądy i działania Führera staną się mniej radykalne. Schmitt przejawiał nieznaczne antysemickie nastawienie,
które Gerald D. Feldmann określił w następujący sposób: „Schmitt podzielał pogląd, że Żydzi mieli zbyt wielu przedstawicieli wśród profesorów akademickich, a rola, jaką odgrywali w polityce, sądownictwie i w kulturze powinna zostać znacznie ograniczona, o ile nie zupełnie zredukowana. Uważał jednak, że Żydzi mają prawo do udziału w niemieckim życiu gospodarczym i podczas swojej kadencji na urzędzie Ministra Gospodarki Rzeszy kierował się maksymą, że „w gospodarce nie istnieje kwestia żydowska”.
30 czerwca 1933 roku Schmitt został mianowany Ministrem Gospodarki Rzeszy. Zastąpił na tym stanowisku Alfreda Hugenberga. Przyjął także tytuł honorowego członka SS (nr 101 346). W sierpniu 1933 roku objął posadę Pełnomocnika Prus w Rządzie Rzeszy. W październiku tego samego roku został członkiem Pruskiej Rady Stanu. Uzyskał także akces do Niemieckiej Akademii Prawa.
13 marca 1934 Schmitt zdał sobie sprawę z nowego porządku w niemieckim sektorze przemysłowym gospodarki. Liderem ogółu organizacji związanych z przemysłem zdawał się być Philipp Kessler, lider Krajowej Federacji Przemysłu Elektrycznego. Gdy Schmitt ujawnił się z zamiarem przejęcia od Krajowej Federacji Przemysłu Niemieckiego przez państwo całkowitej kontroli nad przemysłem, spotkał się z ostrym sprzeciwem ze strony przemysłowców. Ponadto, Hjalmar Schacht podjął działania w kierunku usunięcia Schmitta z ministerstwa i przejęcia władzy nad niemiecką gospodarką. W trakcie przemówienia 28 czerwca 1934 roku Schmitt doznał zawału serca i stracił przytomność. Po tym zdarzeniu udał się na długotrwałą rekonwalescencję. 31 stycznia 1935 roku Hitler zatwierdził jego rezygnację z ministerialnej teki. 30 lipca 1934 został zastąpiony na tym stanowisku przez Hjalmara Schachta.
Po powrocie do życia zawodowego objął prezesurę w radzie nadzorczej AEG AG oraz spółki gazowej Deutsche Continental Gasgesellschaft w Dessau. W latach 1937–1945 piastował stanowisko prezesa w Münchener Rückversicherung AG. Do roku 1945 należał także do rady nadzorczej Allianz AG. Jako członek Koła Przyjaciół Reichsfuhrera SS, 15 września 1935 roku został awansowany przez Heinricha Himmlera do stopnia Brigadeführera-SS. Odkąd Schmitt pełnił funkcję prezesa rady nadzorczej w spółce AEG, corocznie wspierał Himmlera kwotą 12–15 tys. marek.
W latach 1945–1949 Schmitt został objęty procesem denazyfikacji, prowadzonym przez armię Stanów Zjednoczonych. Pozbawiono go wszystkich urzędów oraz zakazano mu wykonywania zawodu.

## Odznaczenia
W 1914 Schmitt został nagrodzony Żelaznym Krzyżem II klasy. Otrzymał także odznaczenie dla
rannych żołnierzy (Verwundetenabzeichen). Przez SS został obdarowany „Honorowym Mieczem
Reichsführera-SS” oraz „Pierścieniem Trupiej Czaszki SS” (Totenkopfring der SS).